# Łukasziwka (hromada Zoriwka)
Łukasziwka (ukr. Лукашівка) – wieś na Ukrainie, w obwodzie czerkaskim, w rejonie złotonoskim, w hromadzie Zoriwka. W 2001 liczyła 398 mieszkańców, spośród których 384 wskazało jako ojczysty język ukraiński, 12 rosyjski, 1 mołdawski, a 1 białoruski.